# Margaret Avery
Margaret Avery, (Mangum, Oklahoma), é uma cantora e atriz norte-americana. Foi indicada ao Óscar de melhor atriz (coadjuvante/secundária) de 1985 por seu papel em The Color Purple.

## Prêmios / Indicações
- Oscar - 1986
  - Categoria: Atriz (coadjuvante/secundária)
  - Indicada por "A Cor Púrpura" (1985)